# Saint-Apollinaire (Côte-d’Or)
Saint-Apollinaire település Franciaországban, Côte-d’Or megyében. Lakosainak száma 7517 fő (2022. január 1.). Saint-Apollinaire Ruffey-lès-Echirey, Dijon, Quetigny és Varois-et-Chaignot községekkel határos.

## Népesség
A település népessége az elmúlt években az alábbi módon változott:
| Lakosok száma | 2403 | 4611 | 5577 | 5995 | 7336 | 7302 | 7463 | 7546 | 7518 | 7517 |
|               | 1968 | 1982 | 1990 | 2006 | 2013 | 2015 | 2017 | 2019 | 2020 | 2022 |